# Gulsyska
Gulsyska (Stachys annua) är en växtart i familjen kransblommiga växter.